# Joaquim Rafael Branco
Joaquim Rafael Branco   (Província de São Tomé i Príncipe, 7 de setembre de 1953) és un polític que presideix el MLSTP/PSD i va ser el primer ministre de São Tomé i Príncipe del 22 de juny de 2008 al 14 d'agost de 2010.
Anteriorment fou Ministre d'Afers exteriors des de 2000 a 2001. Va ser ministre de Treball al juliol de 2003, però va ser detingut pels militars durant el fallit cop d'estat del major Fernando Pereira.
Quan el Primer Ministre Patrice Trovoada va perdre una moció de confiança proposada pel MLSTP/PSD, al maig de 2008, el President Fradique de Menezes va cridar Branco per ocupar el càrrec deixat per Trovoada. El partit d'aquest, l'Acció Democràtica Independent va denunciar la designació de Menezes perquè formés govern el MLSTP/PSD per inconstitucional. Branco va formar govern a més amb el Partit de Convergència Democràtica que ja formava part del govern de Trovoada.